# Kollegiatstift

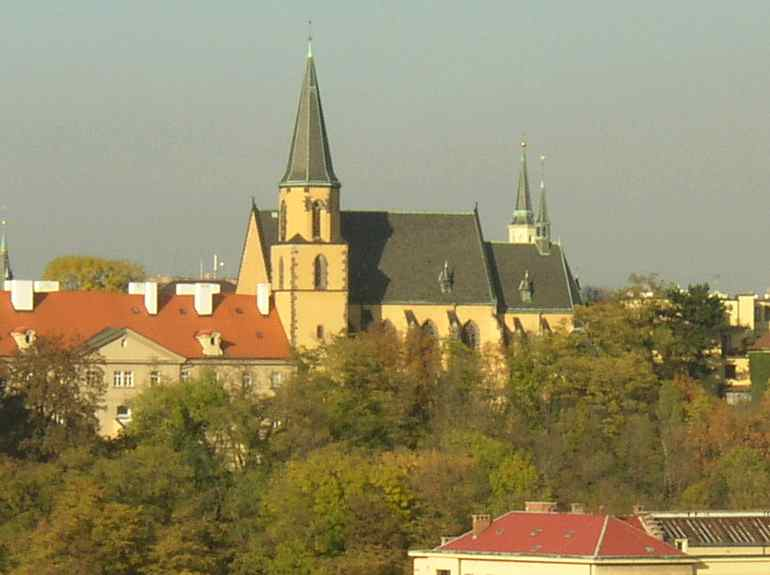
Kollegiatstiftskyrkan St. Apollinaris i Prag

Ett kollegiatstift är en organisation inom Romersk-katolska kyrkan och Anglikanska kyrkogemenskapen. Stiftets egendom utgörs av en kyrka, kollegiatstiftskyrkan, och vid denna verkar i regel sekulärkaniker, som lever tillsammans i någon form av gemenskap och har ansvaret för att utföra gudstjänster vid kyrkan. Kollegiatkapitlet utgörs av samlingen av verksamma kaniker inom stiftet och detta lyder i motsats till ett domkapitel inte under någon biskop.